# Мартынюк, Ярослав Петрович
Яросла́в Петро́вич Мартыню́к (укр. Ярослав Петрович Мартинюк; род. 20 февраля 1989, Винница) — украинский футболист, полузащитник

## Биография
Начал заниматься футболом в родном городе Виннице. Затем учился во львовском училище физической культуры, где тренером был Олег Родин. Воспитанник СДЮШОР «Карпаты».
В чемпионате Украины дебютировал 19 ноября 2006 года в матче «Черноморец» — «Карпаты» (1:0), в том матче он вышел на замену на 84 минуте заменив Олега Женюха. До конца второй половины сезона 2012/13 играл на правах аренды за киевский «Арсенал». Дебютировал в первом же матче весенней части сезона в игре против днепропетровского «Днепра». В январе 2015 года разорвал контракт с «Карпатами» и покинул команду в статусе свободного агента.
29 июля 2005 года дебютировал в составе юношескую сборной Украины до 17 лет в матче против Польши. За сборную до 17 лет провел 9 матчей. На одном из молодёжных предсезонных турниров Мартынюк стал лучшим игроком «Кубок Атлантики», это была 15-килограммовая статуэтка футболиста с мячом.